# Klaus-Peter Stollberg
Klaus-Peter Stollberg (* 15. September 1959) ist ein ehemaliger deutscher Judoka aus der DDR, der 1983 Weltmeisterschaftsdritter sowie 1982 und 1983 Europameisterschaftsdritter war. Er trägt den 7. Dan.

## Sportliche Karriere
Klaus-Peter Stollberg belegte 1976 den dritten Platz bei den Kadetteneuropameisterschaften in der Gewichtsklasse bis 58 Kilogramm. 1978 war er, ab da in der Gewichtsklasse bis 60 Kilogramm antretend, Zweiter der Junioreneuropameisterschaften. 1981 belegte er den dritten Platz beim Tournoi de Paris. 1982 gewann der Judoka vom SC Leipzig seinen ersten Meistertitel der DDR. Bei den Europameisterschaften 1982 in Rostock unterlag Stollberg im Halbfinale dem Bulgaren Atanas Gerchev. Im Kampf um eine Bronzemedaille bezwang er Pavel Petřikov aus der Tschechoslowakei. Im Jahr darauf bei den Europameisterschaften in Paris verlor er im Halbfinale gegen Chasret Tlezeri aus der Sowjetunion. Im Kampf um eine Bronzemedaille bezwang er den Franzosen Guy Le Baupin. Fünf Monate später bei den Weltmeisterschaften in Moskau traf er bereits im Achtelfinale auf Tlezeri und verlor. Mit Siegen über den Italiener Felice Mariani, den Spanier Carlos Sotillo und Ed Liddie aus den Vereinigten Staaten erkämpfte sich Stollberg eine Bronzemedaille.
An den Olympischen Spielen 1984 in Los Angeles durften Sportler aus der DDR wegen des Olympiaboykotts nicht antreten. Beim Alternativturnier der Sozialistischen Staaten in Warschau belegte Stollberg den fünften Platz. 1985 gewann Stollberg mit einem Finalsieg über Raik Arnold seinen nach 1982 und 1983 dritten DDR-Meistertitel. Bei den Europameisterschaften 1985 in Hamar belegte er nach Niederlagen gegen Tlezeri im Viertelfinale und gegen Gerchev in der Hoffnungsrunde einen siebten Platz. Stollberg blieb noch bis 1988 in der Spitze der DDR, international konnte er an seine besten Jahre nicht mehr anknüpfen.
Stollberg wurde nach seiner Karriere Trainer. Er gehörte viele Jahre zum Trainerstab der österreichischen Nationalmannschaft. Von 1992 bis 2024 arbeitet er als OÖ-Landestrainer.